# Лобысевичи
Лобысевичи (пол. Łobysiewicz) — дворянский род.
Потомство Филона Корнеевича Лобасова (Коновала), обывателя Погарского (1662).

## Описание герба
В красном поле серебряный якорь.
Щит увенчан дворянскими шлемом и короной. Нашлемник: три страусовых пера. Намёт на щите красный подложен серебром.

## Известные представители
- Лобысевич, Панас Кириллович (1732 −1805) — украинский писатель XVIII века.